# Голландская защита
Голландская защита — дебют, начинающийся ходами: 
1. d2-d4 f7-f5.
Относится к полузакрытым началам.

## История
Впервые голландская защита была описана в книге «Nouvel essai sur le jeu des Echecs» голландского шахматиста Элиаса Стейна (Elias Stein) в 1789 году. Наиболее распространёнными вариантами в голландской защите были: гамбит Стаунтона, вариант Ильина-Женевского и вариант «Каменная стена». В последние 30 лет наиболее популярным вариантом в голландской защите стала ленинградская система. Ленинградская система основана на идеях голландской защиты и староиндийской защиты.
Дебют имеет не очень хорошую репутацию в соревнованиях высокого уровня. На эту тему известно высказывание Тиграна Петросяна:

Если ваш соперник хочет играть голландскую защиту, главное — не мешать.
Тем не менее, голландская защита всё же встречается в репертуаре сильных игроков. Так, Магнус Карлсен, применяя голландскую защиту, побеждал Фабиано Каруану и Виши Ананда

## Идеи дебюта
Движение пешки f в самом начале партии или даже первым ходом — это стремление к контролю над пунктом e4 и — в перспективе — развитию атаки на короля противника. Недостатком голландской защиты для чёрных является ослабление позиции собственного короля, а также появление «плохого» белопольного слона, который оказывается закрыт собственными пешками. 
План чёрных заключается в контроле пункта e4 и по возможности занятие этого пункта конём, а также концентрация фигур на королевском фланге с целью развития атаки на белого короля. Белые стремятся вскрыть центр ходом e2-e4 или d4-d5 и развивать свою игру на ферзевом фланге (вариант «Каменная стена» или ленинградская система) или пытаться использовать ослабление королевского фланга чёрных (гамбит Стаунтона). Часто белые фианкеттируют белопольного слона.

## Энциклопедия дебютов
Энциклопедия дебютов имеет 20 кодов для обозначения различных вариантов Голландской защиты: A80 — A99.
- A80: 1.d4 f5
- A81: 1.d4 f5 2.g3
- A82: 1.d4 f5 2.e4 (гамбит Стаунтона)
- A83: 1.d4 f5 2.e4 fxe4 3.Кc3 Кf6 4.Сg5 (гамбит Стаунтона)
- A84: 1.d4 f5 2.c4
- A85: 1.d4 f5 2.c4 Кf6 3.Кc3
- A86: 1.d4 f5 2.c4 Кf6 3.g3
- A87: 1.d4 f5 2.c4 Кf6 3.g3 g6 4.Сg2 Сg7 5.Кf3 (Ленинградская система)
- A88: 1.d4 f5 2.c4 Кf6 3.g3 g6 4.Сg2 Сg7 5.Кf3 0-0 6.0-0 d6 7.Кc3 c6 (Ленинградская система)
- A89: 1.d4 f5 2.c4 Кf6 3.g3 g6 4.Сg2 Сg7 5.Кf3 0-0 6.0-0 d6 7.Кc3 Кc6 (Ленинградская система)
- A90: 1.d4 f5 2.c4 Кf6 3.g3 e6 4.Сg2
- A91: 1.d4 f5 2.c4 Кf6 3.g3 e6 4.Сg2 Сe7
- A92: 1.d4 f5 2.c4 Кf6 3.g3 e6 4.Сg2 Сe7 5.Кf3 0-0
- A93: 1.d4 f5 2.c4 Кf6 3.g3 e6 4.Сg2 Сe7 5.Кf3 0-0 6.0-0 d5 7.b3 (Каменная стена)
- A94: 1.d4 f5 2.c4 Кf6 3.g3 e6 4.Сg2 Сe7 5.Кf3 0-0 6.0-0 d5 7.b3 c6 8.Сa3 (Каменная стена)
- A95: 1.d4 f5 2.c4 Кf6 3.g3 e6 4.Сg2 Сe7 5.Кf3 0-0 6.0-0 d5 7.Кc3 c6 (Каменная стена)
- A96: 1.d4 f5 2.c4 Кf6 3.g3 e6 4.Сg2 Сe7 5.Кf3 0-0 6.0-0 d6
- A97: 1.d4 f5 2.c4 Кf6 3.g3 e6 4.Сg2 Сe7 5.Кf3 0-0 6.0-0 d6 7.Кc3 Фe8 (вариант Ильина-Женевского)
- A98: 1.d4 f5 2.c4 Кf6 3.g3 e6 4.Сg2 Сe7 5.Кf3 0-0 6.0-0 d6 7.Кc3 Фe8 8.Фc2 (вариант Ильина-Женевского)
- A99: 1.d4 f5 2.c4 Кf6 3.g3 e6 4.Сg2 Сe7 5.Кf3 0-0 6.0-0 d6 7.Кc3 Фe8 8.b3 (вариант Ильина-Женевского)